# 경애황후
경애황후 장씨(敬哀皇后 張氏, ? ~ 237년)는 촉한 후주 유선(劉禪)의 황후이다. 장비(張飛)의 장녀이다.
장무 원년(221년)에 황태자비가 되었고, 건흥 원년(223년)에 황후에 책봉되었다.
건흥 15년(237년)에 세상을 떠났고, 남릉(南陵)에 묻혔다. 경애황후가 사망하자, 경애황후의 동생 장황후가 계비가 되었다.

## 가족 관계
- 아버지 - 장비
- 어머니 - 하후련
- 동생 - 장황후
- 남편 - 유선

## 같이 보기
- 삼국지 인물 목록